# Fagotto
Il fagotto è uno strumento musicale a fiato ad ancia doppia, le cui ance, due pezzi di canna comune (Arundo donax) lavorati e legati tra di loro, sono posizionate una sopra l'altra. Il fagotto appartiene al gruppo dei legni.
Il nome fagotto deriva dalla forma che esso aveva in origine, simile a quella di un mantice a soffietto che immetteva l'aria in due tubi affiancati. Il musicista che lo suona è detto fagottista.

## Struttura

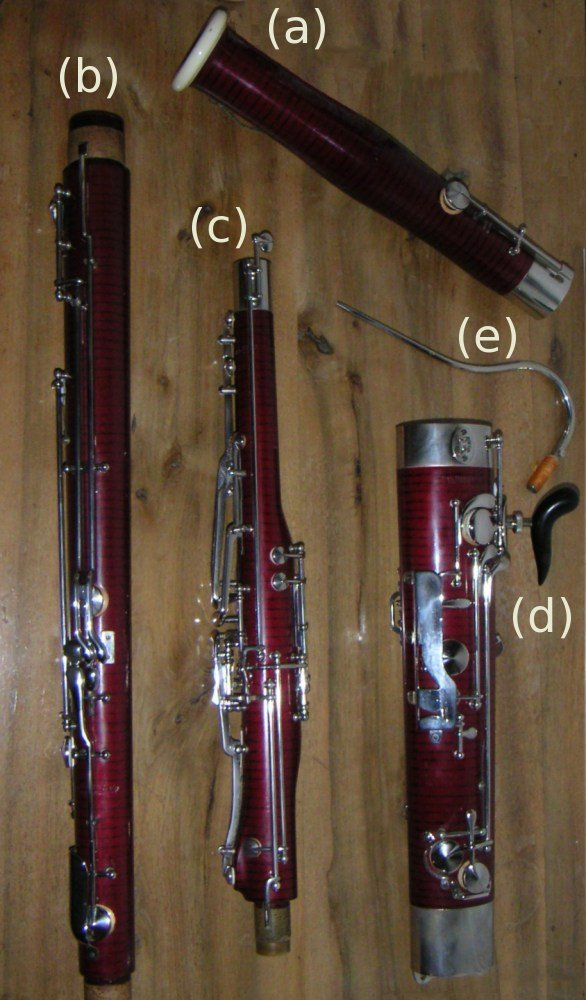
Un fagotto è composto dalla campana (A) che si innesta nella parte superiore del corpo lungo (B) che a sua volta viene innestato nel piede (D) insieme all'aletta (C). Nella parte superiore dell'aletta viene innestato il bocchino (o esse) (E) nel quale viene inserita l'ancia doppia.

È composto da un tubo conico lungo circa 2,60 m ripiegato su sé stesso a forma di "U" e ricavato in tre diversi segmenti e un padiglione, da altrettanti masselli di legno (pero, acero, palissandro, ebano e altri): i segmenti esterni sono innestati su quello mediano, detto "piede" o "stivale", costituito da un blocco a sezione ovale nel quale sono ricavati due tratti di tubo paralleli, uno ascendente e l'altro discendente, congiunti da un accordo a gomito (culatta) all'estremità inferiore.
Ha l'imboccatura ad ancia doppia e un sistema di chiavi e 5 fori.
L'ancia è inserita su un cannello metallico ritorto innestato nel segmento iniziale chiamato "esse". I fori sono scavati con andamento obliquo, in modo da raggiungere la colonna d'aria contenuta nel tubo in punti tra loro più distanziati di quanto non siano le aperture esterne, adeguate all'estensione delle dita di una mano.
Del fagotto esiste inoltre una versione il cui canneggio è lungo il doppio, in modo da produrre suoni più bassi di un'ottava; questo strumento si chiama controfagotto.

## Storia
L'evoluzione tecnica dello strumento si deve soprattutto alla casa produttrice tedesca Heckel, che lo arricchisce con chiavette e fori non presenti fino alla metà del XIX secolo. Le sue origini sono da riferire alla dulciana  (detta anche dolciana), strumento rinascimentale costruito in taglie dal soprano al basso. Il basso ebbe particolare fortuna e venne usato anche in funzione solista in grandi e piccole formazioni durante tutto il XVII secolo. La dulciana si evolve e divenne un fagotto grazie alle sperimentazioni che avvengono soprattutto in Francia.
Da un punto di vista storico fino alla metà dell'800 si identificano due tipi di fagotto: il fagotto barocco e il fagotto classico. Dalla fine dell'800 si delineano due tendenze di costruzione essenziali: il sistema tedesco Heckel, utilizzato ormai in tutto il mondo, e il sistema francese Buffet Crampon, oggi utilizzato solitamente dall'orchestra dell'Opéra di Parigi e raramente nel resto del mondo.

## Utilizzo
Il timbro del suono del fagotto, frutto della corposità del legno che lo compone e della peculiarità dell’ancia doppia, è particolare, pieno e scuro. 
È uno strumento fondamentale in orchestra, sia come basso che come solista. Viene usato nella musica barocca, nella musica classica dell’Ottocento, nella musica europea e nella musica contemporanea. Strumento dalle notevoli capacità musicali, in grado di estendersi per tre ottave e mezzo, il fagotto fu grandemente utilizzato dal periodo barocco; Vivaldi, ad esempio, compose ben trentanove concerti per questo strumento. 
Il periodo classico fu contrassegnato da un forte utilizzo del fagotto come strumento solista, da autori quali Mozart, Hummel, Franz Danzi, Johann Baptist Vanhal, solo per citarne alcuni. Weber, Saint-Saëns ed Edward Elgar lo utilizzano in periodo romantico per sonate e romanze.
Celebri sono i passi della sinfonia n. 4 di Beethoven, della sinfonia n. 9 di Shostakovich, di Sheherazade di Rimskij-Korsakov, della sinfonia n. 6 di Čajkovskij, di Pierino e il lupo di Prokofiev, de L'apprenti sorcier di Paul Dukas, del Boléro di Ravel e della Sagra della Primavera di Stravinskij. In ambito operistico apprezziamo invece il fagotto nella celebre aria "Una furtiva lagrima" dell'Elisir d'Amore di Gaetano Donizetti, ma anche nelle Nozze di Figaro di Mozart e nel Peer Gynt (Nell'antro del re della montagna) di Edvard Grieg.
Il suo utilizzo è normalmente associato alla musica classica, ma esistono eccezioni. Un esempio celebre nella musica popolare brasiliana è il solo di fagotto
nella canzone Preciso me encontrar di Cartola.

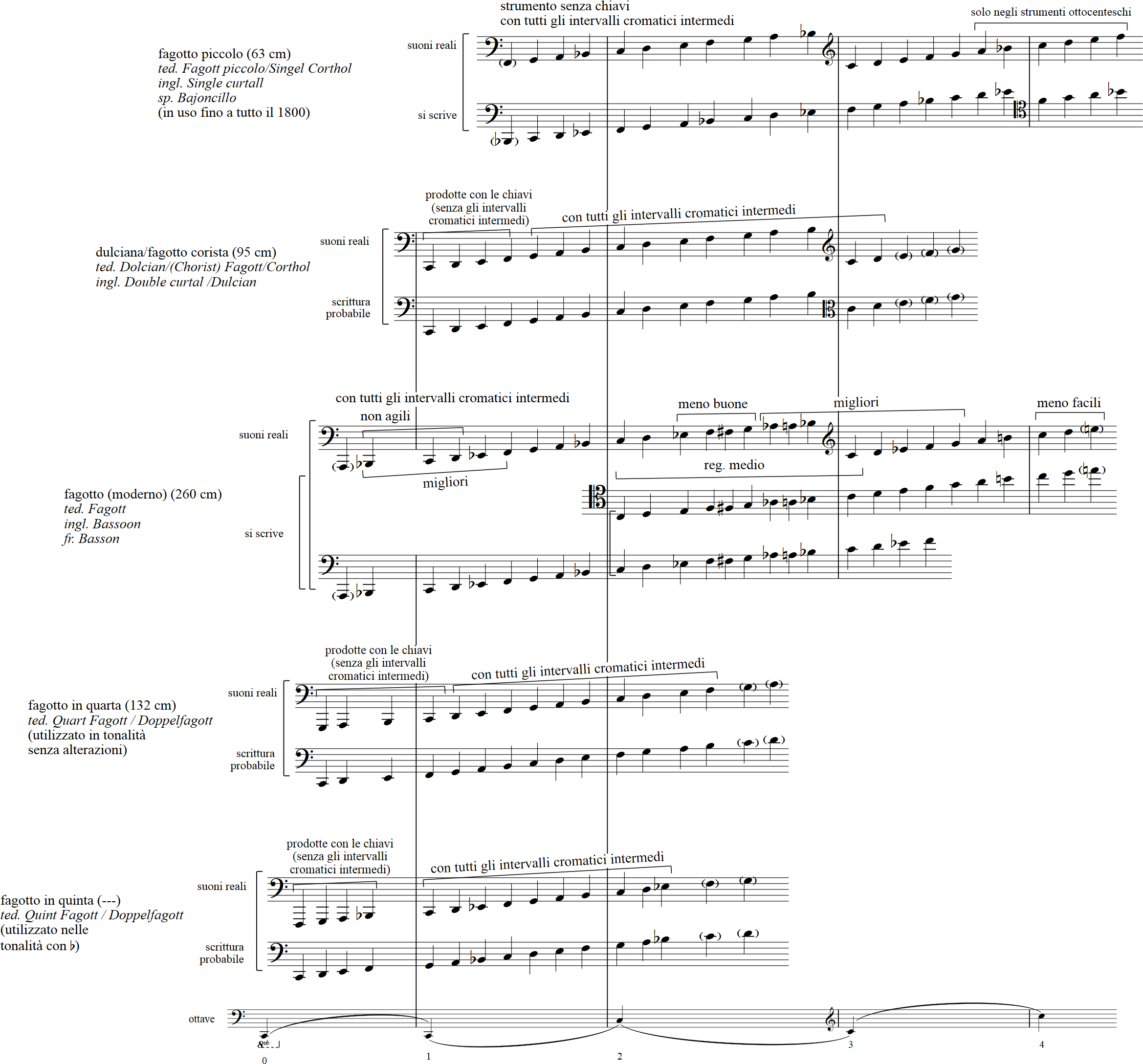
Estensione dei principali tipi di fagotto antichi in comparazione con quello moderno.

## Notazione ed estensione
Il fagotto è uno strumento "tagliato" in Do, quindi non traspositore (note scritte ed eseguite coincidono). 
Dato il suo registro grave, il fagotto legge in chiave di basso (di Fa) e in chiave di tenore (di Do) soprattutto nel registro medio-acuto. Molto raramente lo strumento legge in chiave di violino (di Sol), ovvero solo quando si raggiungono le note del suo registro estremo nell'acuto. 
Il fagotto ha un'ampia estensione che parte dal Si♭0 nel grave fino al Mi4 nell'acuto.
Quest'ultima nota è normalmente la più acuta richiesta dallo strumento e la possiamo trovare in pezzi solistici o in altre composizioni come il Concerto per pianoforte e orchestra in sol maggiore di Maurice Ravel. 
Nonostante questa sia l'estensione standard dello strumento, non è difficile incontrare in determinate composizioni note che superano questi limiti.
Nel registro grave lo strumento, tramite un'apposita prolunga della campana, può raggiungere anche il La0; possiamo trovare questa nota in alcune composizioni di Gustav Mahler, Carl Nielsen, Richard Strauss ecc. 
Nel registro acuto invece, tramite l'aggiunta di ulteriori chiavi e l'uso di specifiche posizioni, si possono raggiungere note come il Sol4. Queste note sono presenti normalmente solo in ambito solistico di tipo contemporaneo.